# Mistrovství světa v judu 2011
XXVII. mistrovství světa se konalo v Palais Omnisports de Paris-Bercy v Paříži ve dnech 23.-28. srpna 2011.

## Program
- STŘ – 26.08.2011 – superlehká váha (−60 kg, −48 kg) a pololehká váha (−66 kg)
- ČTV – 27.08.2011 – pololehká váha (−52 kg) a lehká váha (−73 kg, −57 kg)
- PAT – 28.08.2011 – polostřední váha (−81 kg, −63 kg)
- SOB – 29.08.2011 – střední váha (−90 kg, −70 kg) a polotěžká váha (−78 kg)
- NED – 30.08.2011 – polotěžká váha (−100 kg) a  těžká váha (+100 kg, +78 kg)

## Výsledky

### Muži
| Kategorie | Zlato                   | Stříbro                | Bronz                    | Bronz                  |
| --------- | ----------------------- | ---------------------- | ------------------------ | ---------------------- |
| −60 kg    | Rišad Sabirov (UZB)     | Hiroaki Hiraoka (JPN)  | Ilgar Muškijev (AZE)     | Giorgi Zantaraia (UKR) |
| −66 kg    | Masaši Ebinuma (JPN)    | Leandro Cunha (BRA)    | Čo Čun-ho (KOR)          | Musa Moguškov (RUS)    |
| −73 kg    | Riki Nakaja (JPN)       | Dex Elmont (NED)       | Navruz Jurakobilov (UZB) | Ugo Legrand (FRA)      |
| −81 kg    | Kim Če-pom (KOR)        | Srđan Mrvaljević (MNE) | Leandro Guilheiro (BRA)  | Sergiu Toma (MDA)      |
| −90 kg    | Ilias Iliadis (GRE)     | Daiki Nišijama (JPN)   | Takaši Ono (JPN)         | Asley González (CUB)   |
| −100 kg   | Tagir Chajbulajev (RUS) | Maxim Rakov (KAZ)      | Irakli Cirekidze (GEO)   | Lukáš Krpálek (CZE)    |
| +100 kg   | Teddy Riner (FRA)       | Andreas Tölzer (GER)   | Alexandr Michajlin (RUS) | Kim Song-min (KOR)     |

### Ženy
| Kategorie | Zlato                    | Stříbro                | Bronz                     | Bronz                    |
| --------- | ------------------------ | ---------------------- | ------------------------- | ------------------------ |
| −48 kg    | Haruna Asamiová (JPN)    | Tomoko Fukumiová (JPN) | Éva Csernoviczká (HUN)    | Sarah Menezesová (BRA)   |
| −52 kg    | Misato Nakamuraová (JPN) | Juka Nišidaová (JPN)   | Ana Carrascosaová (ESP)   | Andreea Chițuová (ROU)   |
| −57 kg    | Aiko Satóová (JPN)       | Rafaela Silvaová (BRA) | Corina Căprioriuová (ROU) | Kaori Macumotová (JPN)   |
| −63 kg    | Gévrise Émaneová (FRA)   | Jošie Uenová (JPN)     | Anicka van Emdenová (NED) | Urška Žolnirová (SLO)    |
| −70 kg    | Lucie Décosseová (FRA)   | Edith Boschová (NED)   | Joriko Kuniharaová (JPN)  | Anett Mészárosová (HUN)  |
| −78 kg    | Audrey Tcheuméová (FRA)  | Akari Ogataová (JPN)   | Kayla Harrisonová (USA)   | Mayra Aguiarová (BRA)    |
| +78 kg    | Tchung Wen (CHN)         | Čchin Čchien (CHN)     | Mika Sugimotová (JPN)     | Jelena Ivaščenková (RUS) |